# Bronx Boys

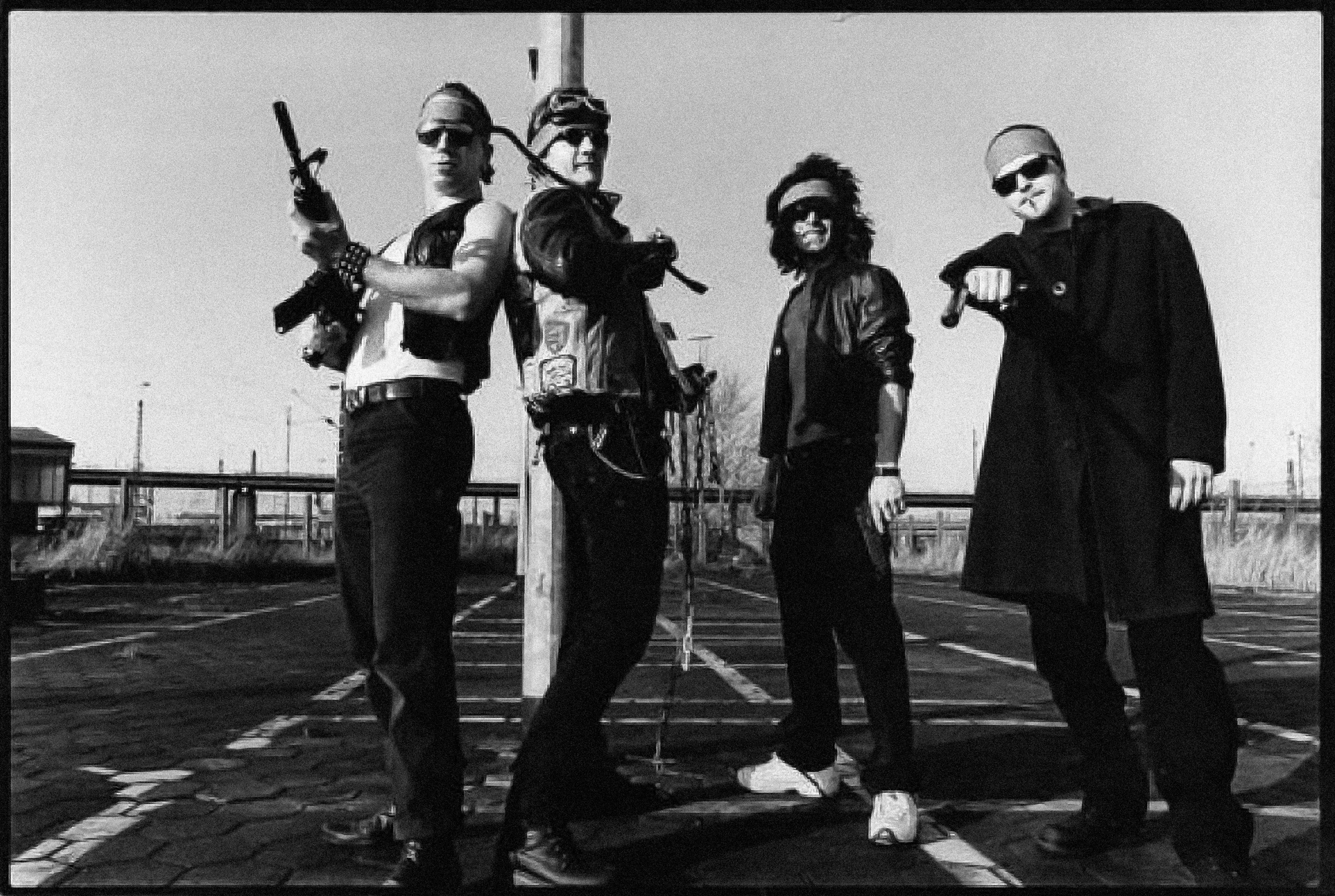
Bronx Boys, 1999

Bronx Boys ist eine 1994 gegründete Hamburger Crossover-Band, bestehend aus Trubel T. (Gesang), Gale „Ol’ Al“ Anderson (Gitarre, Gesang), Dick Darm (Bass, Gesang) und Schlag 5 (Schlagzeug).
Ihr erstes Album Mutterficker - Fick deine Mutter (1995) persiflierte die US-amerikanische HipHop/Crossover/Punk-Band Body Count rund um den bekannten Rapper Ice-T. Neben den Eindeutschungen der Original-Songs („Copkiller“ > „Kuhmörder“ / „Body Count's in The House“ > „Leichenzähler“) bietet das Album auch Eigenkompositionen, die ebenfalls ironisch angelegt sind. Musikalisch unterscheiden sich die Bronx Boys von Body Count insofern, als sie die HipHop-Elemente des Originals ausklammern und durch einen Mix aus Punk, Rap und Metal füllen. Auf das Album folgend tourte die Band und war unter anderem Vorgruppe der Ärzte und Motörhead
Erst 1999 entstand ein zweites Album, Zurück in die Bronx (1999). Auch hier dominiert der musikalische Stil-Mix und die Persiflage anderer Bands, wie Village People, Rammstein oder Kelly Family.

## Veröffentlichungen
- 1995: Mutterficker - Fick deine Mutter[5]
- 1999: Zurück in die Bronx[1]